# Jutiapa (Honduras)
Jutiapa è un comune dell'Honduras facente parte del dipartimento di Atlántida.
Il comune è stato istituito il 2 luglio 1906.